# Chiquita-Länder-Typ
Der Chiquita-Länder-Typ (auch Chiquita-Länderklasse) ist ein 1991/92 in sechs Einheiten gebauter Kühlschiffstyp.

## Einzelheiten
Der Entwurf der dänischen Danyard-Werft in Frederikshavn entstand für die Reederei Great White Fleet in Belgien. Gebaut wurden die Schiffe 1991/92 in sechs Einheiten. Der Kiel des Typschiffes, der Chiquita Deutschland, wurde am 10. Februar 1991 gestreckt. Nach der Fertigstellung dieses Schiffes am 1. September desselben Jahres folgte die Ablieferung der fünf weiteren Schwesterschiffe, deren Name jeweils aus dem vorangestellten „Chiquita“ mit einem angehängten Länderbegriff besteht, binnen Jahresfrist.

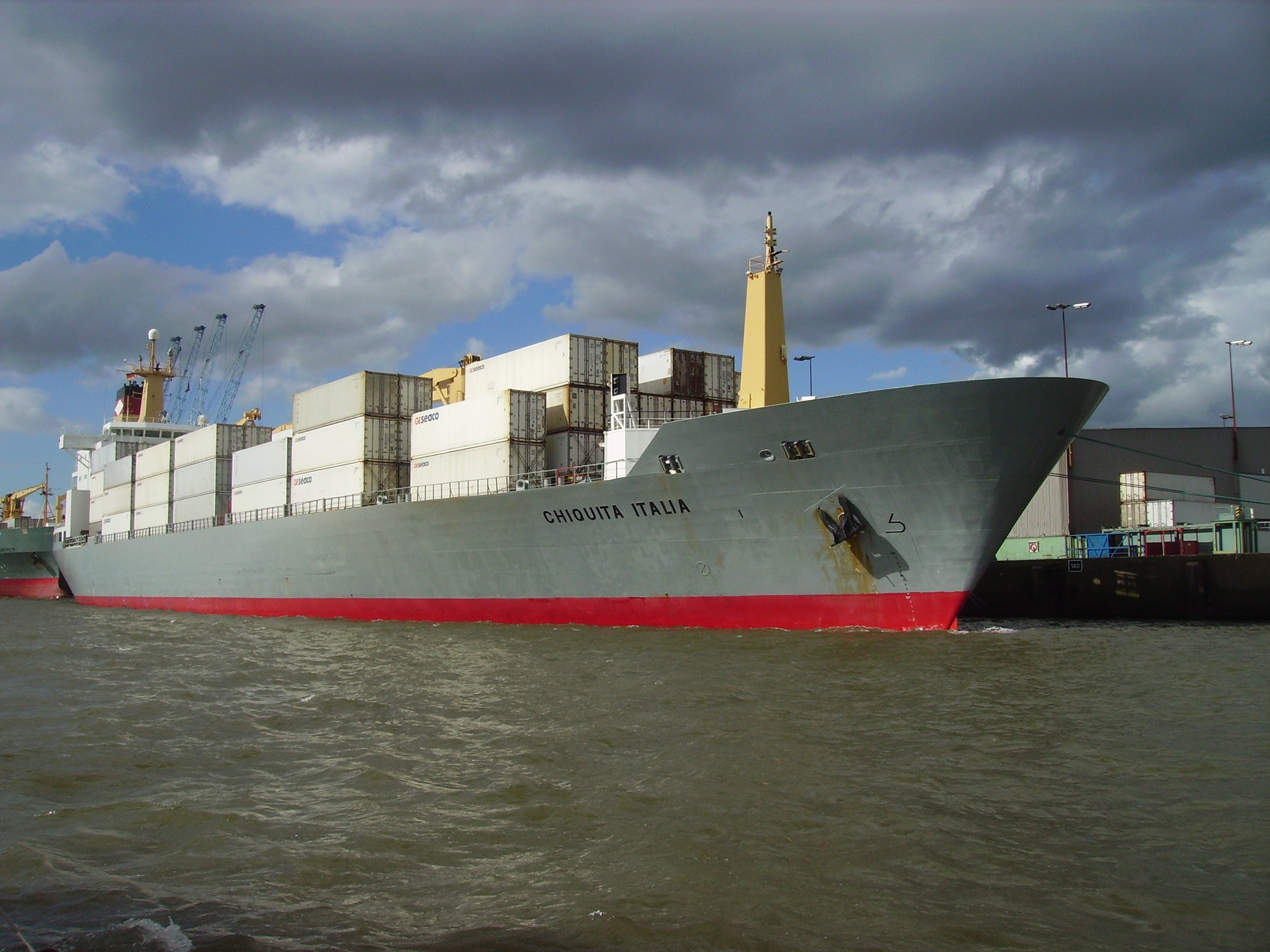
Die Chiquita Italia

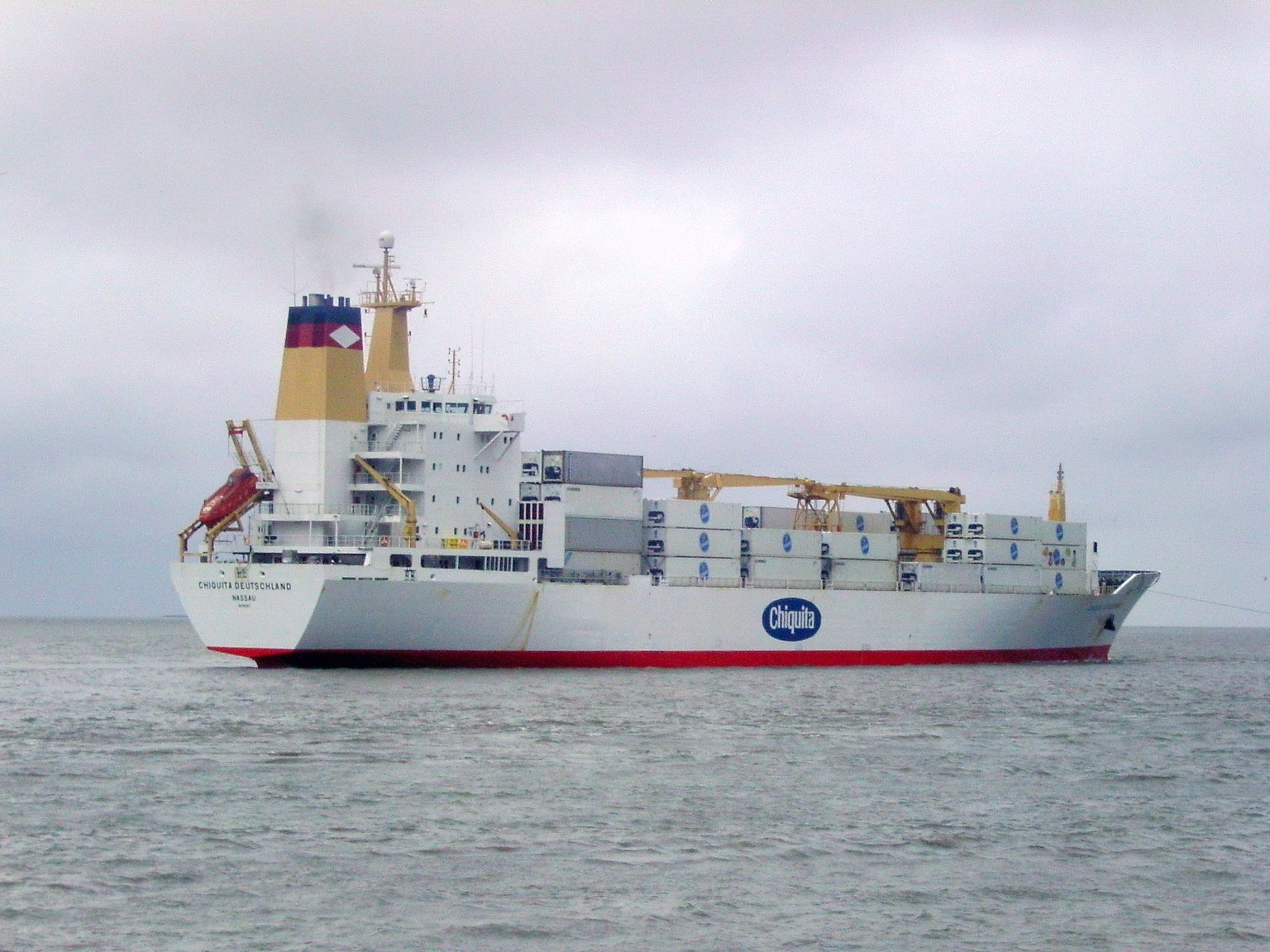
Heckansicht der Chiquita Deutschland

Die sechs Schiffe haben achtern angeordnete Deckshäuser und vier Laderäume mit einem Rauminhalt von rund 18.130 m3, die in 18 Kühlladeräume unterteilt und für den Palettentransport optimiert sind. Der vordere Laderaum 1 hat zwei, die dahinter gelegenen anderen Laderäume vier Zwischendecks. Das Kühlsystem ist sowohl für Tiefkühlladungen (−29 °C), als auch für Bananenladungen (+13 °C) ausgelegt. Darüber hinaus ist die Kühlanlage für den Betrieb mit kontrollierter Atmosphäre (CA) ausgelegt.
An Deck befinden sich zusätzlich Stellplätze für Kühlcontainer sowie drei hydraulische Deckskräne. Die vorderen beiden Kräne heben je 36,6 Tonnen, der vordere Geminikran (Doppelkran) kann entweder mit je einem Ausleger von 20 Tonnen Hubkraft an der Luke 1 und 2 oder gekoppelt 40,6 Tonnen heben. Die Tragfähigkeit der Einheiten beträgt rund 14.000 Tonnen.
Der Antrieb erfolgt durch einen Kawasaki Burmeister & Wain Zweitakt-Dieselmotor des Typs 8S60MC mit 15.000 kW Leistung, der eine Geschwindigkeit von 22 Knoten ermöglicht. Es stehen vier Hilfsdiesel (2 × 1600 kW und 2 × 1000 kW) zur Energieversorgung bereit. Die An- und Ablegemanöver werden durch ein Bugstrahlruder mit 1000 kW Leistung unterstützt.
Beim Bau ersetzten die Schiffe des Chiquita-Länder-Typs ältere Schiffe der Snow-Klasse. 2005 veräußerte Great White Fleet die Schiffe en bloc und charterte sie seitdem zurück.

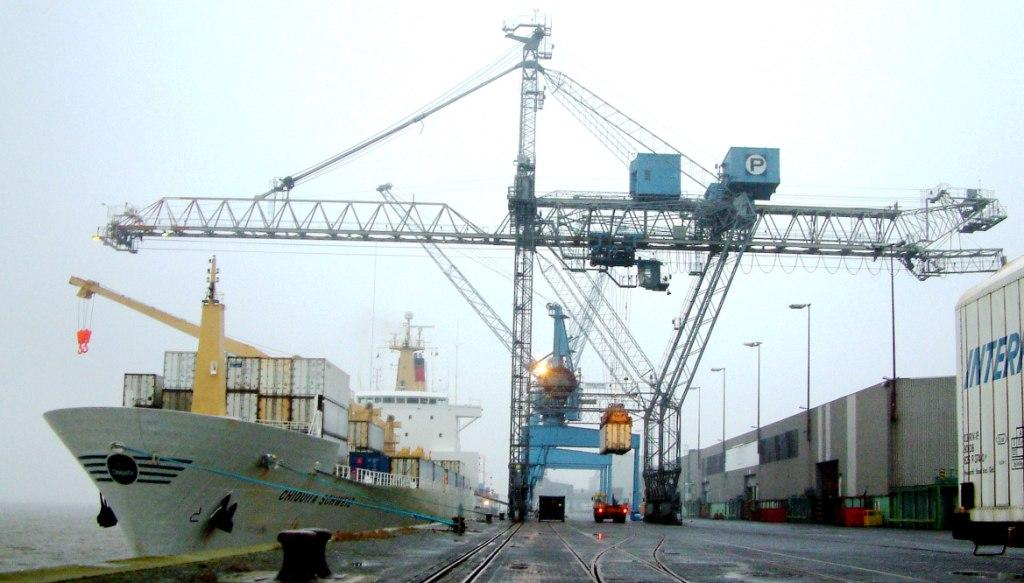
Chiquita Schweiz löscht mit historischer Containerbrücke
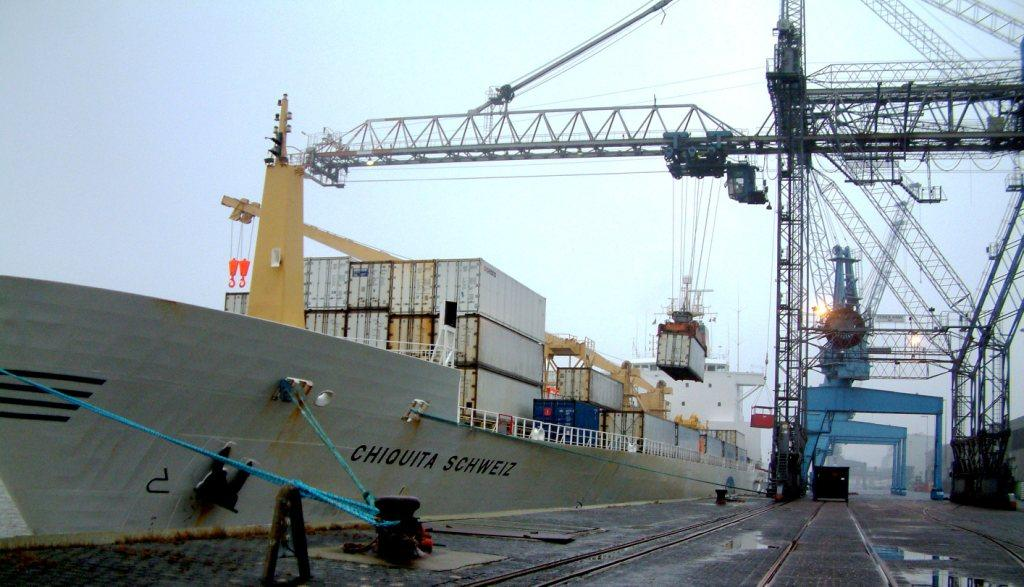
Chiquita Schweiz löscht in Bremerhaven Kühlcontainer
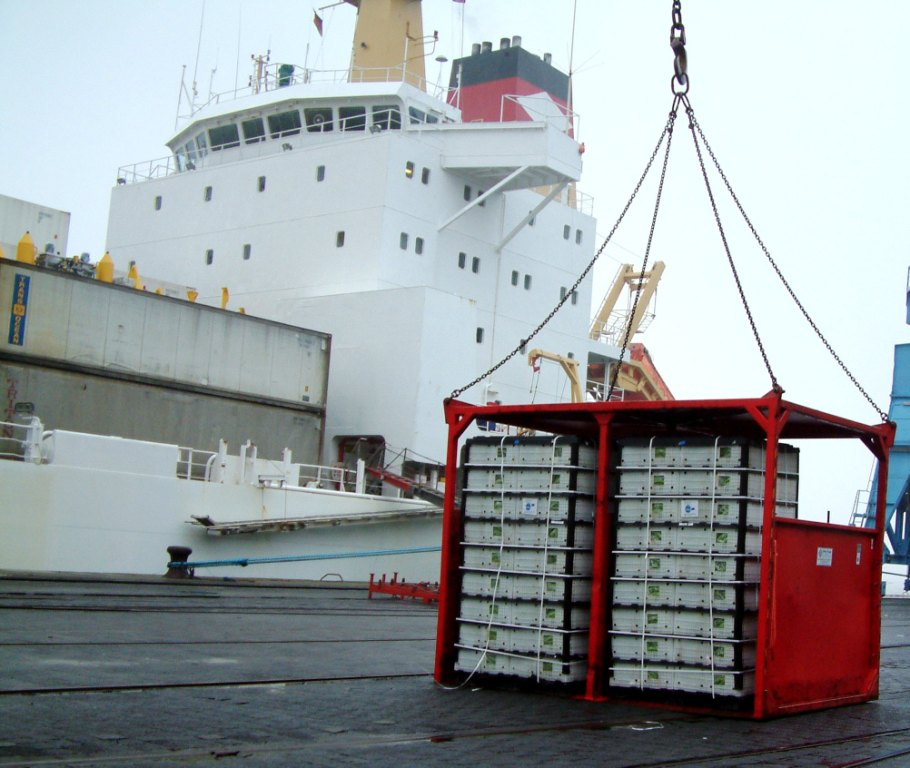
Chiquita Schweiz löscht an der Kolumbuspier Paletten

## Die Schiffe
| Chiquita-Länder-Typ          | Chiquita-Länder-Typ | Chiquita-Länder-Typ | Chiquita-Länder-Typ | Chiquita-Länder-Typ | Chiquita-Länder-Typ                                                    |
| Bauname                      | Bau- nummer         | IMO- Nummer         | Indienststellung    | Auftraggeber        | Umbenennungen und Verbleib                                             |
| ---------------------------- | ------------------- | ------------------- | ------------------- | ------------------- | ---------------------------------------------------------------------- |
| Chiquita Deutschland         | 706                 | 9015187             | 1. September 1991   | Great White Fleet   | 2014 Hellas Reefer, 2019 Hellas Stream, so in Fahrt                    |
| Chiquita Nederland           | 707                 | 9015199             | 1. Dezember 1991    | Great White Fleet   | 2014 Nederland Reefer, 2020 Nederland Stream, so in Fahrt              |
| Chiquita Belgie              | 710                 | 9015204             | 1. Februar 1992     | Great White Fleet   | 2017 Belgie Reefer, 2020 Beluga Reefer, so in Fahrt                    |
| Chiquita Schweiz             | 711                 | 9015216             | 1. Mai 1992         | Great White Fleet   | 2014 Schweiz Reefer, 2020 Schweiz Stream, 2024 als Stream verschrottet |
| Chiquita Italia              | 712                 | 9030137             | 1. August 1992      | Great White Fleet   | 2014 Italia Reefer, 2019 Italia Stream, so in Fahrt                    |
| Chiquita Scandinavia         | 714                 | 9030149             | 1. November 1992    | Great White Fleet   | 2014 Swedish Reefer, 2019 Swedish Stream, so in Fahrt                  |
| Daten: Equasis, grosstonnage |                     |                     |                     |                     |                                                                        |